# Ninsuna

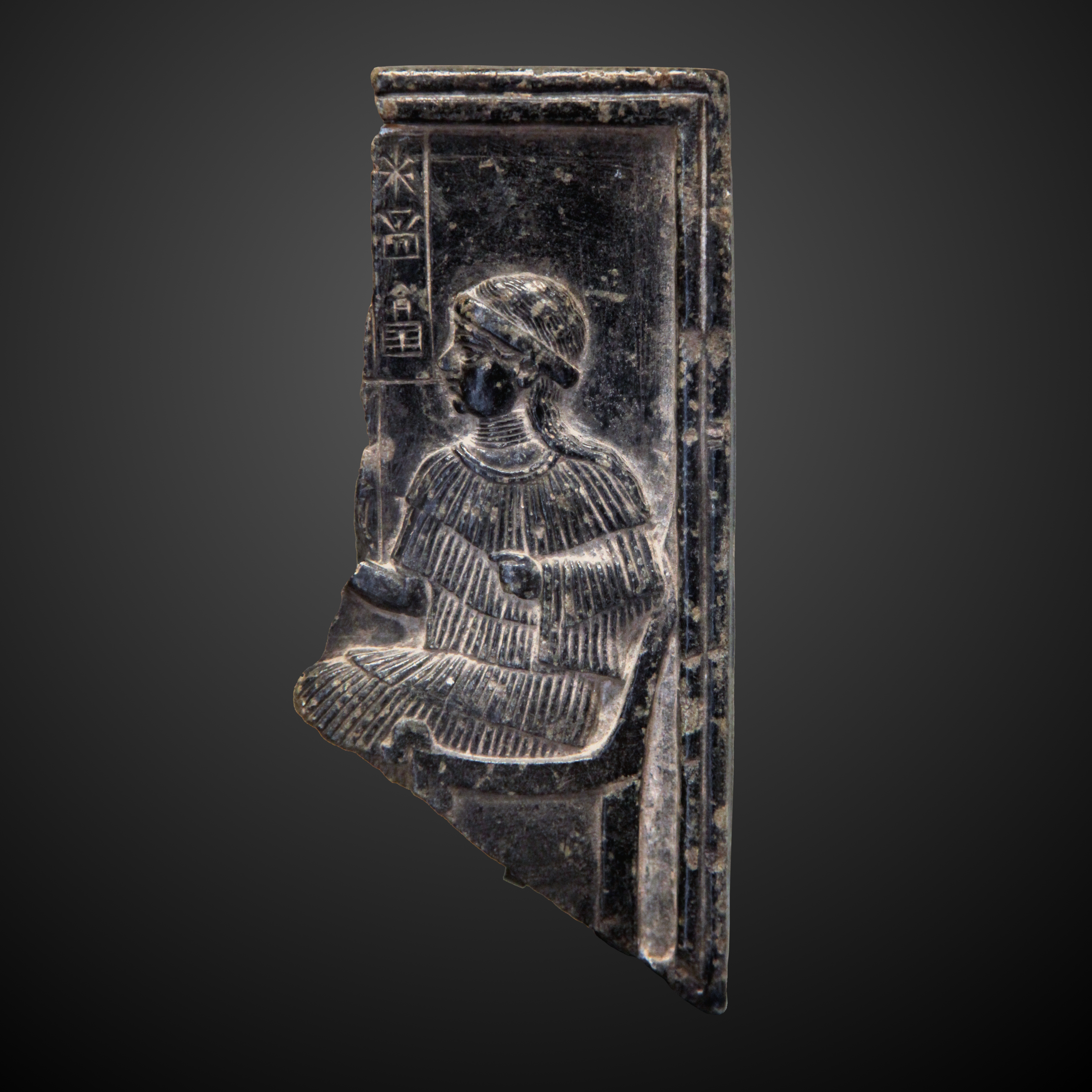
Bajorrelieve de Ninsun

Ninsun o Ninsuna, en mitología caldea, conocida como la señora de las vacas salvajes), fue diosa tutelar de Gudea y Lagash y madre del héroe Gilgamesh. Es comúnmente asociada a la interpretación de sueños.
En el Poema de Gilgamesh, Ninsun es retratada como una reina humana que vive en Uruk con su hijo Gilgamesh como rey. Ya que el padre de Gilgamesh era Lugalbanda, se considera que Ninsun era su esposa.
En la misma epopeya, Ninsun es convocada por Gilgamesh y Enkidu para que ayude a rogarle al dios Shamash por su ayuda a ambos en su viaje al País de la Vida para luchar contra Humbaba.
A Ninsun se le llama "Rimat-Ninsun", la venerable vaca, la vaca salvaje y la gran vaca. También fue conocida como la leona suprema de las blancas montañas nevadas. 

## Enlaces
Ninsun
- Datos: Q848327
- Multimedia: Ninsuna / Q848327